# Стоб
Стоб (болг. Стоб) — село в Болгарии. Находится в Кюстендилской области, входит в общину Кочериново. Население составляет 735 человек.

## Политическая ситуация
В местном кметстве Стоб, в состав которого входит Стоб, должность кмета (старосты) исполняет Костадин  Цветков Катранджиев (независимый) по результатам выборов правления кметства.
Кмет (мэр) общины Кочериново — Костадин Петров Катин (коалиция в составе 3 партий: Земледельческий народный союз (ЗНС), Союз демократических сил (СДС), Движение за права и свободы (ДПС)) по результатам выборов в правление общины.